# 1816 w literaturze
Wydarzenia literackie w 1816 roku.

## Nowe książki
- polskie
  - Maria Wirtemberska – Malwina, czyli domyślność serca

- zagraniczne
  - Thomas Ashe – The Soldier of Fortune
  - Jane Austen – Emma
  - Benjamin Constant – Adolphe
  - Selina Davenport – The Original of the Miniature
  - Stéphanie Félicité – Jane of France
  - Goethe – Podróż do Włoch
  - Sarah Green – The Reformist
  - Jane Harvey – Brougham Castle
  - Ann Hatton – Chronicles of an Illustrious House
  - Barbara Hofland – The Maid of Moscow
  - John Hoyland – English Quaker
  - Leigh Hunt – The Story of Rimini
  - Henry Gally Knight – Ilderim, a Syrian Tale
  - Caroline Lamb – Glenarvon
  - Agnes Lancaster – The Abbess of Valtiera
  - José Joaquín Fernández de Lizardi – The Mangy Parrot
  - Julian Niemcewicz – Śpiewy historyczne
  - Emma Parker – Self-deception
  - David W. Paynter – Godfrey Ranger
  - Thomas Love Peacock – Headlong Hall
  - Henrietta Roviere – Craig Melrose Abbey
  - Walter Scott
    - The Antiquary
    - The Black Dwarf
    - Old Mortality

  - Ann Sullivan – Owen Castle
  - Sophia F. Ziegenhirt – The Orphan of Tintern Abbey

## Nowe dramaty
- polskie

- zagraniczne
  - Charles Maturin – Bertram

## Nowe poezje
- polskie

- zagraniczne
  - George Gordon Byron – The Siege of Corinth
  - Samuel Taylor Coleridge – Kubla Khan
  - John Keats – Zbiór poezji
  - Percy Bysshe Shelley – Alastor

## Nowe prace naukowe
- polskie

- zagraniczne
  - Samuel Taylor Coleridge – Statesman's Manual
  - Nikolai Karamzin – History of the Russian Empire
  - Louis Jean Pierre Vieillot – Analyse d'une nouvelle Ornithologie Elémentaire

## Urodzili się
- 7 lutego – Józef Bohdan Dziekoński, polski powieściopisarz (zm. 1855)
- 15 marca – Wolfgang Müller von Königswinter, niemiecki powieściopisarz i poeta (zm. 1873)
- 21 kwietnia – Charlotte Brontë, angielska pisarka i poetka (zm. 1855[1])
- 13 lipca – Gustav Freytag, niemiecki powieściopisarz i dramaturg (zm. 1895)

## Zmarli
- 7 lipca – Richard Brinsley Sheridan, irlandzki poeta i dramatopisarz (ur. 1751)
- 20 lipca – Gawriła Dierżawin, rosyjski poeta epoki klasycyzmu